# Buenos Aires (Kolumbia)
Buenos Aires – miasto w Kolumbii, w departamencie Cauca.